# IEEE 802.11ah
IEEE 802.11ah  es un protocolo de red inalámbrica publicado en 2017 llamado Wi-Fi HaLow (pronunciado "HEY-Low") como una enmienda del estándar de red inalámbrica IEEE 802.11-2007. Utiliza bandas exentas de licencia de 900 MHz para proporcionar redes Wi-Fi de rango extendido, en comparación con las redes Wi-Fi convencionales que operan en las bandas de 2,4 GHz y 5 GHz. También se beneficia de un menor consumo de energía, lo que permite la creación de grandes grupos de estaciones o sensores que cooperan para compartir señales, apoyando el concepto de Internet de las cosas (IoT). El bajo consumo de energía del protocolo compite con Bluetooth y tiene el beneficio adicional de velocidades de datos más altas y un rango de cobertura más amplio (hasta 1 km). Está siendo desarrollado por el doctor John O'Sullivan y por Morse Micro.
Usará seguridad WPA3.

## Conjuntos de chips
A continuación se muestra una lista de empresas que forman parte de Wi-Fi Alliance y están desarrollando públicamente conjuntos de chips Wi-Fi HaLow: 
Adaptar-IP 
Morse Micro
Newratek / Newracom (EVK, SoC y PiHat por Alfa Network disponibles) 
Palma Ceia SemiDiseño

## Módulo integrado
Silex Technology ha lanzado la primera solución 802.11ah para IoT, el SX-NEWAH, para que esté disponible comercialmente para todos. SX-NEWAH Puntos de acceso y enrutadores comerciales Hasta la fecha, no hay puntos de acceso o enrutadores Wi-Fi HaLow comerciales disponibles en el mercado, ya que estos dependen de los conjuntos de chips Wi-Fi HaLow. 
Silex Technology lanzará sus primeros productos de punto de acceso y puente compatibles con 802.11ah basados en el módulo SX-NEWAH . IEEE 802.11ah - 